# Iršappa
Iršappa oder Aršappa der hurritische Handelsgott, wie sein Epithet tamkaraši „des Handels“ zeigt. Er wird in den kaluti-Opferlisten nach dem Kriegsgott Ḫešui und vor Tenu, dem Wesir des Wettergottes Teššub, genannt. Möglicherweise ist er im hethitischen Felsheiligtum Yazılıkaya dargestellt (Relief 25). Sein Name wird vom semitischen Gott Rašap abgeleitet.